# John Major
John Major (Carshalton, 29. ožujka 1943.) britanski je konzervativni političar, bivši predsjednik vlade Ujedinjenog Kraljevstva i čelnik Konzervativne stranke. Bio je ministar vanjskih poslova i ministar financija u vladi Margaret Thatcher, a bio je i saborski zastupnik od 1979. do 2001. godine

## Životopis

### Rani život
John Major je rođen 29. ožujka 1943. godine u bolnici St. Helier u Suttonu kao dijete Gwen Major i Toma Major-Balla, bivšeg izvođača i cikusanta. Kršten je pod imenom John Roy Major. Svoje srednje ime koristio je do ranih 1980-ih godina. Od 1954. godine pohađao je gimnaziju Rutlish Grammar School u Mertonu. Godine 1955. obitelj se zbog očeva posla uređivanjem vrtova seli u Brixton. Sljedeće godine Major se slučajno susreo s bivšim premijerom Clementom Attleejem. Godine 1962. umro mu je otac, a osam godina poslije i majka.

### Rana politička karijera
Major je bio zainteresiran za politiku od rane dobi. Politički utjecaj na njega ostavila je Jean Kierans, razvedena i 13 godina starija od njega, koja je bila njegov politički mentor i ljubavnica. Na parlamentarnim izborima 1979. godine u izbornoj jedinici Huntingdonshire osvojio je mjesto u britanskom parlamentu. Bio je državni tajnik za socijalnu sigurnost 1985. godine, a godinu dana kasnije postao je ministar u istom odjelu. Godine 1987. postaje glavni tajnik riznice, a 24. srpnja 1989. godine ministrom vanjskih poslova. Nakon ostavke Nigela Lawsona u listopadu 1989. godine postaje ministrom financija.

### Predsjednik vlade
Za vrijeme dok je Major bio premijer, britansko gospodarstvo izišlo je iz recesije, kamatne stope pale su od 14% do 6%, nezaposlenost je pala na 1,6 milijuna. Bio je premijer tijekom prvog Zaljevskog rata i igrao je ključnu ulogu u uvjeravanje Georgea H.W. Busha za potporu. Tijekom rata Major i njegova vlada preživjeli su pokušaj ubojstva IRA-e. Dana 15. prosinca 1993. godine izdana je Downing Street deklaracija gdje Major i Albert Reynolds, irski premijer, obzanjuju prekid vatre. Vladina politika o ratu u Bosni je bila ta da UN mora uvesti embargo na uvoz oružja zemljama u regiji i spriječiti zračne napade na bosanske Srbe. Ovo pravilo kritizirali su Margaret Thatcher i drugi koji su vidjeli bosanske muslimane kao glavne žrtve srpske agresije. Na izborima 1. svibnja 1997. godine laburisti Tonyja Blaira osvojili su 418 mjesta, a konzervativci 165. Idući dan Major podnosi ostavku kraljici.

### Kasniji život
Na izborima 2001. godine se nije natjecao za parlament, te je tako i formalno završila njegova politička karijera.

## Privatni život
Major se 1970. godine vjenčao za učiteljicu Normu Major s kojom ima sina Jamesa i kćer Elizabeth. Major je trenutno najstariji živući britanski premijer.